# Saint-Sulpice-Laurière
Saint-Sulpice-Laurière é uma comuna francesa na região administrativa da Nova Aquitânia, no departamento de Alto Vienne. Estende-se por uma área de 14,31 km². Em 2010 a comuna tinha 848 habitantes (densidade: 59,3 hab./km²).